# Рудиковский, Виктор Константинович
Виктор Константинович Рудиковский (1909—2001) — машинист паровозного депо Нижнеудинск Восточно-Сибирской железной дороги, Иркутская область, Герой Социалистического Труда (1959). Депутат Верховного Совета РСФСР IV созыва от Иркутской области.

## Биография
Родился 15 февраля 1909 года в Нижнеудинском уезде Иркутской губернии в семье крестьянина. Трудился в хозяйстве отца-середняка.
Окончив в 1930 году автотракторные курсы, поступил трактористом в льносовхоз. Через год был призван на срочную службу в РККА.
По окончании службы в армии с 1934 года работал в паровозном депо Нижнеудинска. Был кочегаром, помощником машиниста паровоза, в 1937-м был назначен машинистом. Руководил паровозной бригадой, выступившей с почином об увеличении пробега паровоза без капитального ремонта до двух миллионов километров, а также за досрочное выполнение Пятой пятилетки. Успешно справился с поставленными планами, что и было отмечено присвоением звания Героя Социалистического Труда.
С 1964 года на пенсии. Переехал в Хабаровск, где работал кочегаром ещё около 20 лет.

Скончался 11 мая 2001 года.

### Трудовой подвиг
Указом Президиума Верховного Совета СССР «О присвоении звания Героя Социалистического Труда работникам железнодорожного транспорта» от 1 августа 1959 года за выдающиеся успехи, достигнутые в деле развития железнодорожного транспорта, присвоить звание Героя Социалистического Труда с вручением ордена Ленина и золотой медали «Серп и Молот» Рудиковскому Виктору Константиновичу